# Chocho
I Chocho (noti in precedenza come Chochones; in lingua chocho: Ngiwa) sono un popolo indigeno del Messico che abita lo stato di Oaxaca.

## Lingua
La loro lingua tradizionale, la lingua chocho, fa parte del ramo delle lingue popolocane della famiglia linguistica to-manguea. Nel 1998 contava 770 persone che la parlavano. I Chocho parlano anche spagnolo, la lingua principale del Messico.
I Chocho, per parlare di se stessi, usano il termine Ngiwa. I nomi spagnoli "Chochos" e "Chochones" derivano dall'esonimo nahuatl Chochon (al plurale Chochontin). Il termine mixteco riferito ai Chocho è tay tocuii (scritto anche tocuij o tocuiy).